# Финеланд
Финеланд (њем. Finneland) општина је у њемачкој савезној држави Саксонија-Анхалт. Једно је од 43 општинска средишта округа Бургенланд. Посједује регионалну шифру (AGS) 15084133.

## Географски и демографски подаци
Површина општине износи 29,4 km². У самом мјесту је, према процјени из 2010. године, живјело 1.192 становника. Просјечна густина становништва износи 41 становника/km².